# Eduardo Pimentel
Eduardo Pimentel Slaviero (Curitiba, 21 de setembro de 1984) é um administrador e político brasileiro filiado ao Partido Social Democrático. É o atual prefeito da cidade de Curitiba. Exerceu o cargo de vice-prefeito de Curitiba por dois mandatos, ambos em chapa encabeçada por Rafael Greca.
Eduardo é casado com a publicitária e empresária Paula Mocellin, mãe de seus três filhos Luca, Eduarda e Leonardo.

## Biografia
Nascido em Curitiba, formou-se em administração com pós-graduação em agronegócio pela Universidade Positivo. Trabalhou no jornal O Estado do Paraná e na TV Iguaçu. Em 2009, foi nomeado por Beto Richa diretor da Fundação Cultural de Curitiba.
É neto do ex-governador do Paraná, Paulo Pimentel (MDB).
Na eleição estadual do Paraná em 2010, concorreu a deputado estadual pelo PSDB recebendo 20.536 votos, porém não se elegeu. Foi também diretor da Ceasa, a Central de Abastecimento do Paraná, subchefe da Casa Civil e Secretário de Estado das Cidades.
Foi eleito vice-prefeito de Curitiba na chapa de Rafael Greca (PMN) em 2016, cargo no qual fora reeleito em 2020, mais uma vez tendo Greca, dessa vez no DEM, como titular da chapa. Durante seu primeiro mandato como vice-prefeito, Pimentel exerceu a função de secretário municipal de obras públicas.
Em 2023 foi nomeado pelo governador Ratinho Júnior (PSD) como Secretário Estadual das cidades do Paraná, cargo que exerceu até maio de 2024, quando precisou-se descompatibilizar de funções públicas para concorrer a eleição municipal de Curitiba em 2024.
No dia 27 de outubro de 2024, Eduardo foi eleito prefeito de Curitiba em segundo turno, com 531.029 votos, ou 57,64% dos votos válidos, derrotando Cristina Graeml, do PMB.

## Histórico eleitoral
| Ano  | Eleição               | Cargo             | Partido                                                                          | Partido | Coligação                                                                                          | Titular/Vice                | Votos para Pimentel | Votos para Pimentel | Votos para Pimentel | Votos para Pimentel | Resultado  | Ref   |
| Ano  | Eleição               | Cargo             | Partido                                                                          | Partido | Coligação                                                                                          | Titular/Vice                | T.                  | Total               | %                   | P.                  | Resultado  | Ref   |
| ---- | --------------------- | ----------------- | -------------------------------------------------------------------------------- | ------- | -------------------------------------------------------------------------------------------------- | --------------------------- | ------------------- | ------------------- | ------------------- | ------------------- | ---------- | ----- |
| 2010 | Estadual no Paraná    | Deputado Estadual |                                                                                  | PSDB    | Novo Paraná (PSDB, PP, DEM, PSB, PTB, PPS, PRB, PHS, PMN, PSDC, PSL, PTC, PTN, PR)                 | —                           | 1°                  | 20.536              | 0,4%                | —                   | Não eleito | [ 9 ] |
| 2016 | Municipal de Curitiba | Vice-prefeito     | Curitiba Inovação e Amor (PMN, PSDB, PSB, DEM, PTdoB, PSDC e PTN)                | PSDB    | Titular: Rafael Greca (PMN)                                                                        | 1°                          | 356.939             | 38,38%              | 1°                  | Segundo turno       | [ 5 ]      |       |
| 2016 | Municipal de Curitiba | Vice-prefeito     | Curitiba Inovação e Amor (PMN, PSDB, PSB, DEM, PTdoB, PSDC e PTN)                | PSDB    | Titular: Rafael Greca (PMN)                                                                        | 2°                          | 461.736             | 53,25%              | 1°                  | Eleito              | [ 5 ]      |       |
| 2020 | Municipal de Curitiba | Vice-prefeito     |                                                                                  | PSD     | Curitiba Inteligente e Vibrante (DEM, PSD, PP, PSB, PTB, PSC, PMN, PRTB, Cidadania e Republicanos) | Titular: Rafael Greca (DEM) | 1°                  | 499.821             | 59,74%              | 1°                  | Eleito     | [ 6 ] |
| 2024 | Municipal de Curitiba | Prefeito          | Curitiba Amor e Inovação (PSD, PL, PODE, Republicanos, MDB, NOVO, Avante e PRTB) | PSD     | Vice: Paulo Martins (PL)                                                                           | 1°                          | 313.347             | 33,51%              | 1°                  | Segundo turno       | [ 10 ]     |       |
| 2024 | Municipal de Curitiba | Prefeito          | Curitiba Amor e Inovação (PSD, PL, PODE, Republicanos, MDB, NOVO, Avante e PRTB) | PSD     | Vice: Paulo Martins (PL)                                                                           | 2°                          | 531.029             | 57,64%              | 1°                  | Eleito              | [ 11 ]     |       |